# Johann Schneider-Ammann
Johann Niklaus Schneider-Ammann (Sumiswald, kanton Bern, 18 februari 1952) is een Zwitsers ondernemer en politicus. Van 2010 tot en met 2018 was hij lid van de Zwitserse Bondsraad. In 2016 was hij bondspresident van Zwitserland.

## Biografie
Schneider-Ammann is afgestudeerd in elektrotechniek aan de ETH Zürich en heeft een Master of Business Administration van INSEAD in Fontainebleau afgesloten.
Als echtgenoot van Katharina Schneider-Ammann trad hij in dienst van de Ammann Group, waarvan hij tussen 1990 en 2000 als president de operatieve leiding had. Ook was hij commissaris bij Swatch Group en Mikron Holding AG. Sinds 1999 was hij tevens president bij het Verband van de Zwitserse Machine-, Elektro- en Metaalindustrie Swissmem en was hij vicepresident van Economiesuisse. 
Schneider-Ammann is burger van Hasle bei Burgdorf en woont in Langenthal. Sinds 1999 zat hij voor de Vrijzinnig Democratische Partij.De Liberalen in de Nationale Raad.
Op 22 september 2010 werd Schneider-Ammann in vijf kiesrondes verkozen in de Zwitserse Bondsraad. Hij trad aan op 1 november 2010 en had hierin zitting tot eind 2018. In deze periode leidde hij het Departement van Economische Zaken. In 2016 was Schneider-Ammann voor een jaar bondspresident van Zwitserland, nadat hij in 2015 vicepresident was geweest.

## Weblinks
- Johann Schneider-Ammann  op www.parlament.ch
- Website van Johann Schneider-Ammann

- Base de données des élites suisses: 54930
- Gemeinsame Normdatei: 1046593242
- Historisch woordenboek van Zwitserland: 046584
- Library of Congress Control Number: n2014063082
- Réseau des bibliothèques de Suisse occidentale: 02-A006381271
- Système universitaire de documentation: 230231667
- Zwitserse Bondsvergadering: 508
- Virtual International Authority File: 306324687
- WorldCat: E39PBJkxM3CwQHqYPygyDVKGHC